# CSTS
CSTS o ACTS (rispettivamente Crew Space Transportation System e Advanced Crew Transportation System ) è un sistema di viaggio spaziale proposto da uno studio congiunto tra l'ESA e l'agenzia spaziale russa. Ora viene sviluppato solo dall'ESA.
Utilizzabile per la ISS ma anche capace di esplorare la Luna e oltre. Un progetto parallelo dell'Agenzia Spaziale Russa è il Perspektivnaja Pilotiruemaja Transportnaja Sistema.
Dal novembre 2008 i fondi del progetto sono stati limitati a uno studio di fattibilità per un lancio del veicolo non prima del 2017.